# Thomas Cartwright (diplomat)
Thomas Cartwright, född 1795, död 15 april 1850, var en brittisk diplomat.
Cartwright blev tidigt en av Lord Palmerstons främsta diplomatiska medhjälpare. 1838–1850 var han brittisk minister i Stockholm.